# 生神女
生神女（しょうしんじょ、ギリシア語: Θεοτόκος, 教会スラヴ語・ロシア語・ブルガリア語: Богородица, 英語: Theotokos）とは、「神を生みし女」を意味する、正教会におけるイエスの母マリアに対する敬称。一般に言われる聖母マリアの事であるが、日本正教会では聖母という表現は用いられず専ら「生神女」「生神女マリヤ」「生神女マリア」との表現が用いられ、生神女マリアを単に聖母マリアという語に限定してしまうのは誤りであるとされる。正教会では生神女マリヤを神の母・第一の聖人として位置付けている。

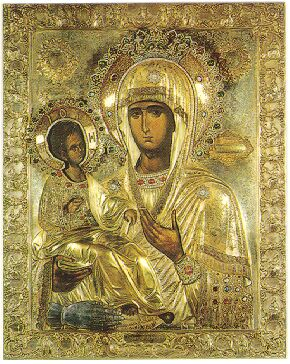
アトス山のヒランダリウ修道院にある生神女マリヤのイコン。ダマスコの聖イオアンによるイコンの構図で、「三本手の生神女」と呼ばれるタイプである。左下に生神女のものではない手が描かれている。聖像破壊運動の時代、東ローマ帝国皇帝の策略によってイコンを描く手を切り落とされた聖イオアンであったが、生神女の庇護により手が回復したという奇蹟があったと伝えられる。この奇蹟に感謝してイオアンが手を描き加えたのがこのイコンの構図の始まりだとされる。

## 訳語の概要
「生神女」の原語はギリシャ語「Θεοτόκος」（セオトコス）であり、これは「神（Θεός：セオス）を産んだ者（τόκος：トコス）」という意味である。つまり「神を産む者」という称号であるがゆえに男性形語尾を保つ女性名詞であるが、それが教会スラヴ語で「Богородица」（ボゴロージツァ）（「神（Бог：ボーク）を生む女（родица：ロージツァ）」の意）と翻訳された事を反映し、「生神女」と訳された。
日本ハリストス正教会では「聖母」という語は用いない。「生神女」「神の母」「永貞童女（「処女のままであった女」の意）」「童女」「童貞女」「女宰（じょさい）」「女王（にょおう）」といった表現が祈祷書には用いられており、日常的にも生神女マリヤと呼ばれる。これらの訳語が用いられる理由としては
- 大主教聖ニコライの訳を尊重すべきである。
- 「聖なる母」は1人ではない（例は多数あるが、例えば生神女の母アンナも聖人であり、「神の祖母」と正教会では呼ばれる）[5]。
- イイスス・ハリストス（イエス・キリスト）の母マリヤの称号「Θεοτόκος」：「神の母」は第三全地公会議での確認事項であり、これを尊重して精確な訳語を用いるべきである[6]。
- 海外正教会でも「Θεοτόκος」（セオトコス：生神女）・「the Virgin Mary」（童女マリヤ）・「Царица」（ツァリーツァ：女王）等と呼ばれており、「Holy Mother」（聖母）とはまず呼ばれておらず、全正教会の標準的呼称に則るべきである[5]。

等が挙げられる。なお、マリヤとマリアの違いは転写の違いに由来するものであり、あまり日本正教会でもいずれを用いるかは拘られていない。但し、聖書・祈祷書や聖歌では「マリヤ」で統一されている。

### 用例
第八調
「常に福（さいわい）にして全く玷（きず）なき生神女、我が神の母なる爾を讃美するは真に当れり。ヘルワィムより尊く、セラフィムに並びなく栄え、貞操（みさお）を壊らずして神言（かみことば）を生みし実の生神女たる爾を崇め讃む。」
- 「神言（かみことば）」とはギリシャ語の"λόγος"（ロゴス）の日本正教会訳であり、ハリストスのこと。

## 日本正教会訳祈祷文における「生神女」以外のマリアの称号
生神女マリヤに対しては、正教会では他にも様々な称号が用いられている。幾つかの例外はあるものの殆どの場合、聖書・祈祷書等における原語の違いに応じて訳語が逐一割り当てられており、原語を日本語から推定しやすいシステムとなっている。例えば、"Mother of God"には「神の母」の訳語が、"Theotokos"には「生神女」の訳語がそれぞれ当てられ、定訳として使い分けられている（聖堂名の翻訳などにはこうした定訳が当てはまらない場合もある）。
以下に挙げたもの以外にも様々な呼び方があり、組み合わせも含めると膨大な数にのぼる。
- 生神女（しょうしんじょ） -  - 英語: Theotokos, ギリシア語: Θεοτόκος
- 童貞女（どうていじょ）, 童女（どうじょ）, 処女（しょじょ） - 英語: Virgin, ギリシア語: παρθένος
- 永貞童女
- 神の母（かみのはは） - 英語: Mother of God, ギリシア語: Μήτηρ Θεοῦ
- 至聖女（パナギア） - 英語: Panagia, ギリシア語: Παναγία
- 天より広き者[7] - ギリシア語: Πλατυτέρα τῶν Ουρανῶν
- 生神童貞女（しょうしんどうていじょ）
- 女宰（じょさい）
- 女王（にょおう）
- 至聖至潔（しせいしけつ）にして至りて讃美たる我等の光栄の女宰生神女（じょさいしょうしんじょ）、永貞童女（えいていどうじょ）マリヤ

## 脚注

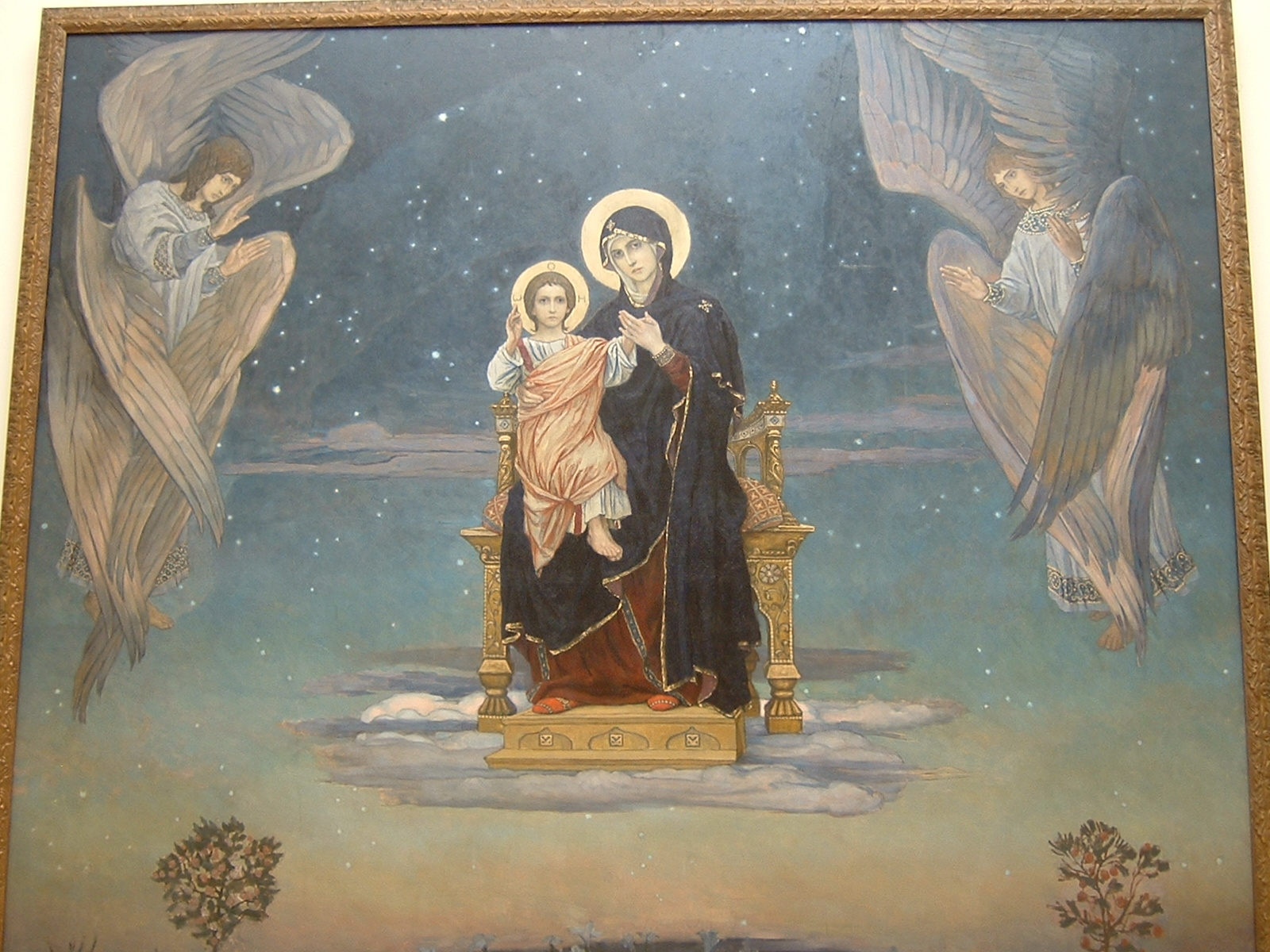
ヴィクトル・ヴァスネツォフによる1901年の作品「生神女」。崇敬の対象としてのイコンではないが、作者の祖父がイコン画家であり、作者の父は司祭であり、作者自身も神学校に在籍していた経歴がある事を反映してか、伝統的なイコンの様式と世俗的な藝術とが融合した、世俗絵画の傑作である。なお、左右に描かれた天使はセラフィムである。